# Aquilonastra
Genre
Aquilonastra est un genre de petites étoiles de mer tropicales de la famille des Asterinidae.

## Description

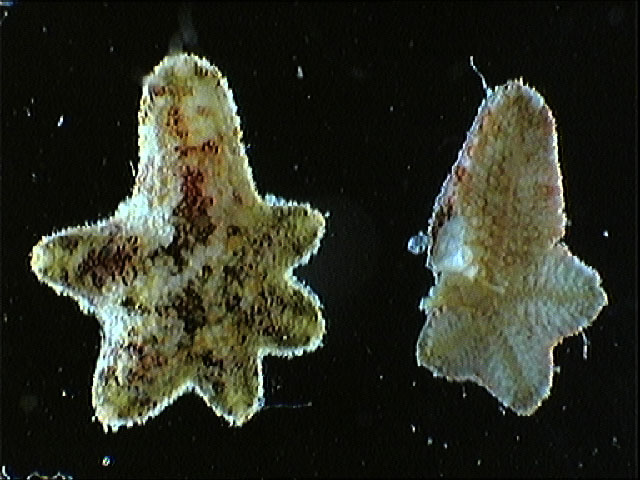
Aquilonastra conandae, faces aborale et orale.

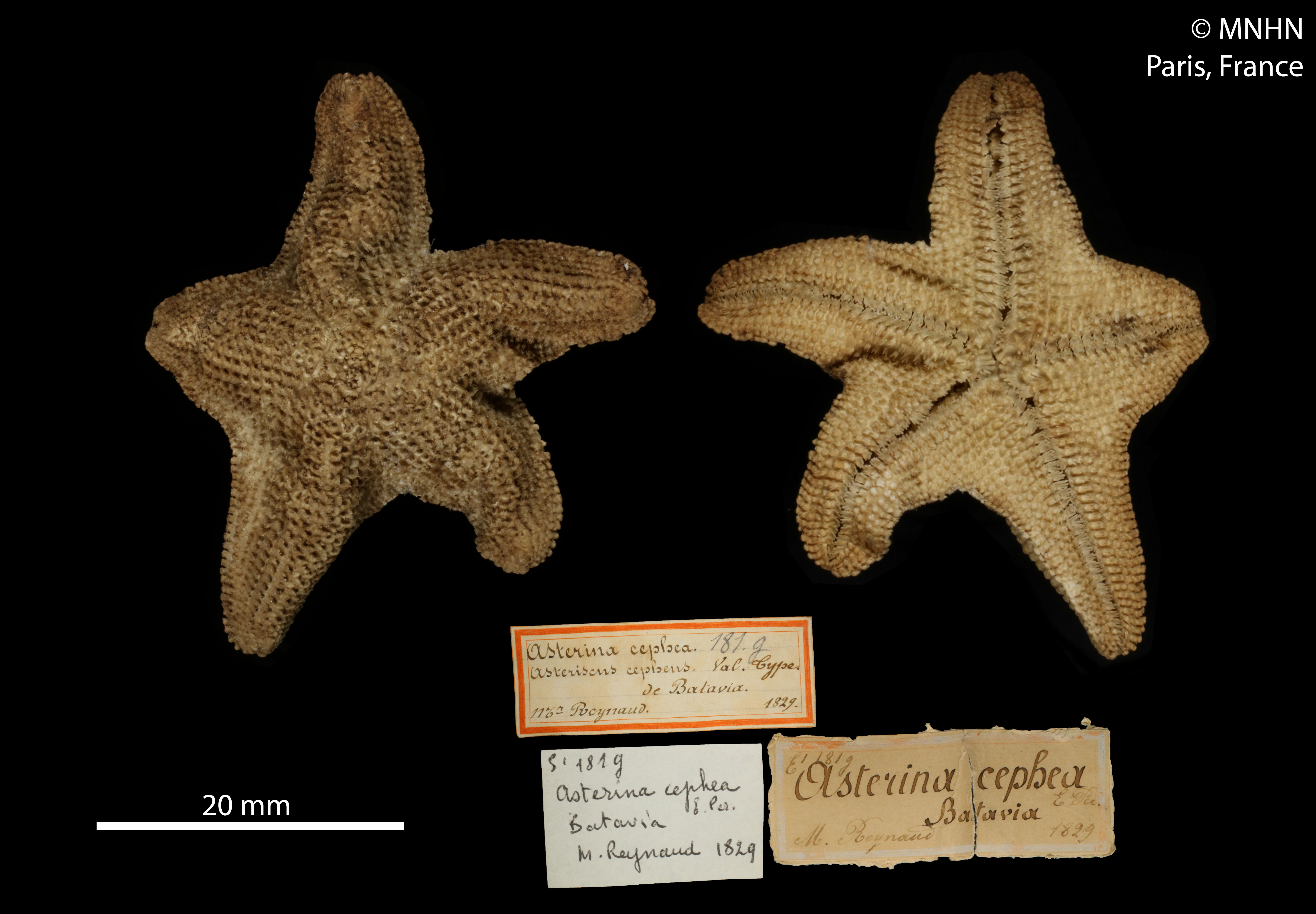
Spécimen holotype de l'espèce-type, Aquilonastra cepheus.

Ce sont de petites étoiles (parfois minuscules), aplaties, aux bras courts et arrondis, de coloration variable et d'aspect granulé. Elles ont généralement 5 bras, mais leurs facultés de régénération (et pour certaines espèces de fissiparité) font que certaines espèces se retrouvent fréquemment avec plus ou moins de bras. 
Le genre est caractérisé au sein de sa famille par les nombreuses épines cristallines qui ornent les plaques abactinales et superomarginales (ces dernière formant des séries régulières). 
Les podia sont disposés en rangées bisériées. La marge interradiale est profondément incurvée, formant une forme étoilée, les bras sont larges à la base et de forme obtuse avec un bout arrondi, aplatis sur la face orale et très convexes sur la face aborale (partie abactinale). Les plaques abactinales sont arrangées en séries longitudinales (non perpendiculaires à la marge), avec des aires papulaires assez larges, peuplées de gros papules respiratoires solitaires formant des séries longitudinales le long des bras. Les épines qui ornent les plaques abactinales et actinales sont majoritairement fines, cristallines, de forme coniques, sacciformes ou ramifiées, disposées en bandes ou en touffes, et surtout nombreuses (10-40 par plaque). Les plaques actinales (aborales) sont arrangées en séries longitudinales, et chaque bras porte des plaques superactinales et superambulacraires (parfois sur seulement un segment ou seulement au stade adulte). 

## Écologie
La plupart des espèces sont petites et relativement cryptiques : elles sont souvent trouvées cachées sous des roches ou dans des anfractuosités, par exemple. Elles se nourrissent de débris alimentaires et du feutrage algal ou bactérien qui recouvre le substrat, en dévaginant leur estomac sur leur nourriture (mode de nourrissage fréquent chez les étoiles de mer).
Grâce à leur capacité de régénération et de reproduction par scissiparité, certaines espèces s'invitent parfois spontanément dans les aquariums, où elles peuvent pulluler à partir d'une unique larve importée par mégarde.

## Taxinomie
La plupart des espèces de ce genre ont longtemps été classées dans le genre Asterina, mais une large étude de 2004 menée par P. Mark O'Loughlin et J.M. Waters a abouti à la création de ce nouveau genre, révisé la même année par O'Loughlin & Rowe et encore plusieurs fois les années suivantes (notamment en 2006 avec de nombreux ajouts d'espèces). 
Le nom du genre vient du latin aquilonalis, qui signifie « septentrional », et astra pour « étoile » : il fait référence au fait que ces étoiles sont trouvées principalement dans la partie nord de l'indo-pacifique, par opposition au genre Meridiastra.

## Liste des espèces
Selon World Register of Marine Species (12 mars 2014), sur la base de O'Loughlin & Rowe 2006 :
- Aquilonastra aileenae Kobayashi et al. 2025 -- Malaisie
- Aquilonastra alisonae O'Loughlin & Bribiesca-Contreras, 2015 -- Nord-ouest de l'Australie
- Aquilonastra anomala (H.L. Clark, 1921) -- Nord-est de l'Australie jusqu'aux îles Fidji et Tonga
- Aquilonastra batheri (Goto, 1914) -- Japon
- Aquilonastra burtoni (Gray, 1840) -- Arabie et jusqu'à Zanzibar et Pakistan
- Aquilonastra byrneae O'Loughlin & Rowe, 2006 -- Grande Barrière de Corail
- Aquilonastra cassini O'Loughlin & Bribiesca-Contreras, 2015 -- Nord-ouest de l'Australie
- Aquilonastra cepheus (Muller & Troschel, 1842) -- Région indonésienne, du Sri Lanka aux Philippines (espèce-type)
- Aquilonastra chantalae O'Loughlin & MacKenzie, 2013 -- Îles éparses
- Aquilonastra colemani O'Loughlin & Rowe, 2006 -- Région de la Papouasie
- Aquilonastra conandae O'Loughlin & Rowe, 2006 -- Mascareignes
- Aquilonastra corallicola (Marsh, 1977) -- Pacifique ouest insulaire et jusqu'à Singapour
- Aquilonastra coronata (von Martens, 1866) -- De l'Australie au Japon et aux Carolines
- Aquilonastra donia O'Loughlin & Bribiesca-Contreras, 2017 -- Vanuatu
- Aquilonastra doranae O'Loughlin & Rowe, 2006 -- Japon méridional
- Aquilonastra halseyae O'Loughlin & Rowe, 2006 -- Maldives
- Aquilonastra iranica (Mortensen, 1940) -- Iran
- Aquilonastra korora O'Loughlin & Bribiesca-Contreras, 2017 -- Palau
- Aquilonastra limboonkengi (Smith, 1927) -- Chine
- Aquilonastra marshae O'Loughlin & Rowe, 2006 -- Mer Rouge
- Aquilonastra minor (Hayashi, 1974) -- Japon
- Aquilonastra moosleitneri O'Loughlin & Rowe, 2006 -- Maldives
- Aquilonastra oharai O'Loughlin & Rowe, 2006 -- Japon
- Aquilonastra richmondi O'Loughlin & Rowe, 2006 -- Océan Indien sud-ouest (tropical)
- Aquilonastra rosea (H.L. Clark, 1938) -- Australie du sud-ouest
- Aquilonastra rowleyi O'Loughlin & Rowe, 2006 -- Sud-est de l'Afrique
- Aquilonastra samyni O'Loughlin & Rowe, 2006 -- Océan Indien occidental
- Aquilonastra scobinata (Livingstone, 1933) -- Tasmanie et Australie
- Aquilonastra shirleyae O'Loughlin, 2009 -- côte ouest de l'Australie
- Aquilonastra starmeri O'Loughlin & Bribiesca-Contreras, 2017 -- Palau
- Aquilonastra watersi O'Loughlin & Rowe, 2006 -- Arabie et océan Indien occidental jusqu'aux Mascareignes
- Aquilonastra yairi O'Loughlin & Rowe, 2006 -- Arabie et Méditerranée orientale

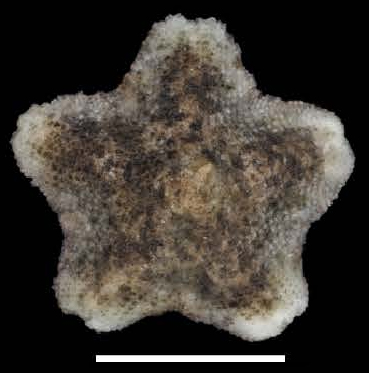
Aquilonastra aileenae de Malaisie.
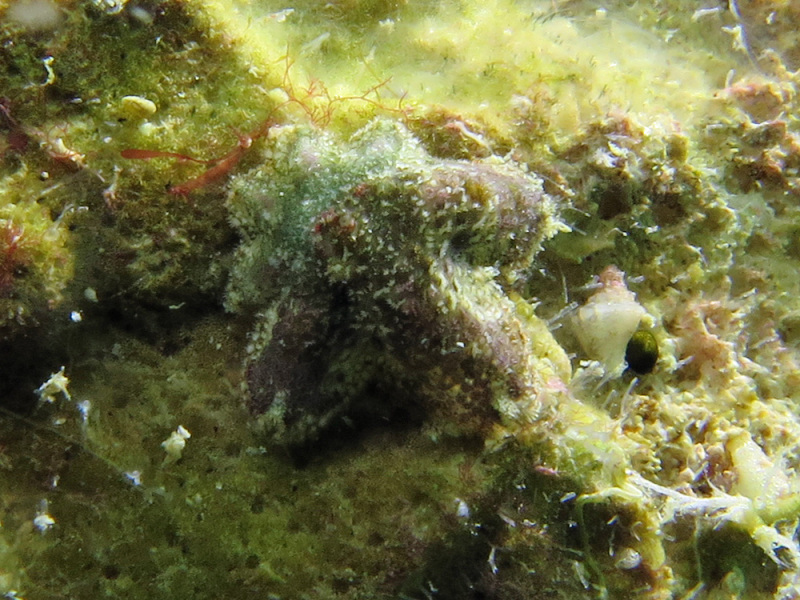
Aquilonastra anomala de la Grande Barrière de Corail.
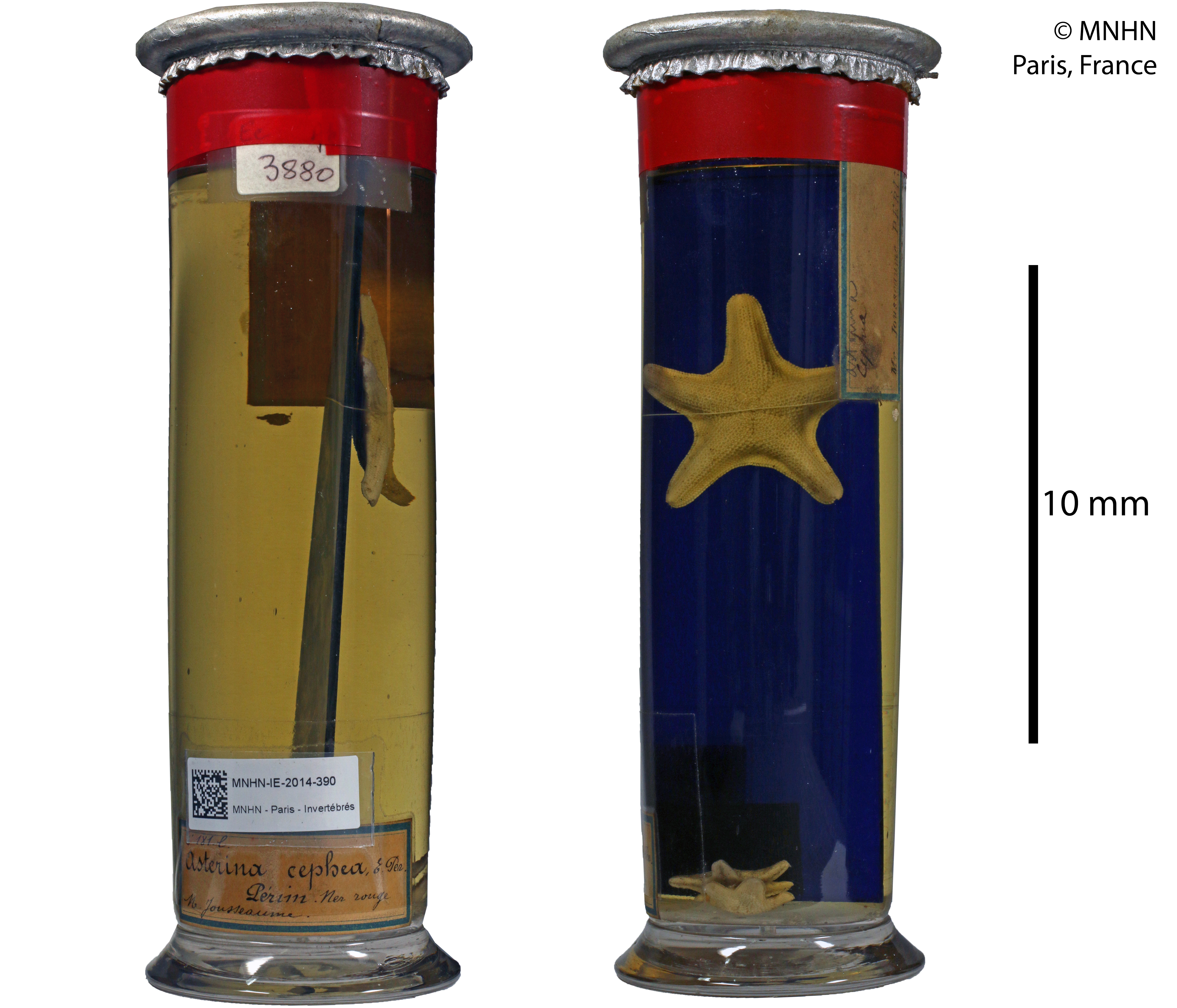
Aquilonastra cepheus de la mer Rouge (MNHN).
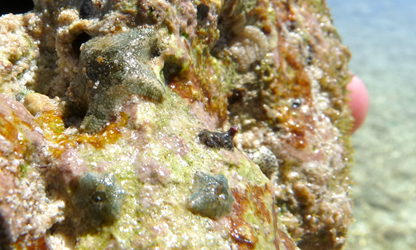
Un groupe d'Aquilonastra chantalae à Europa.
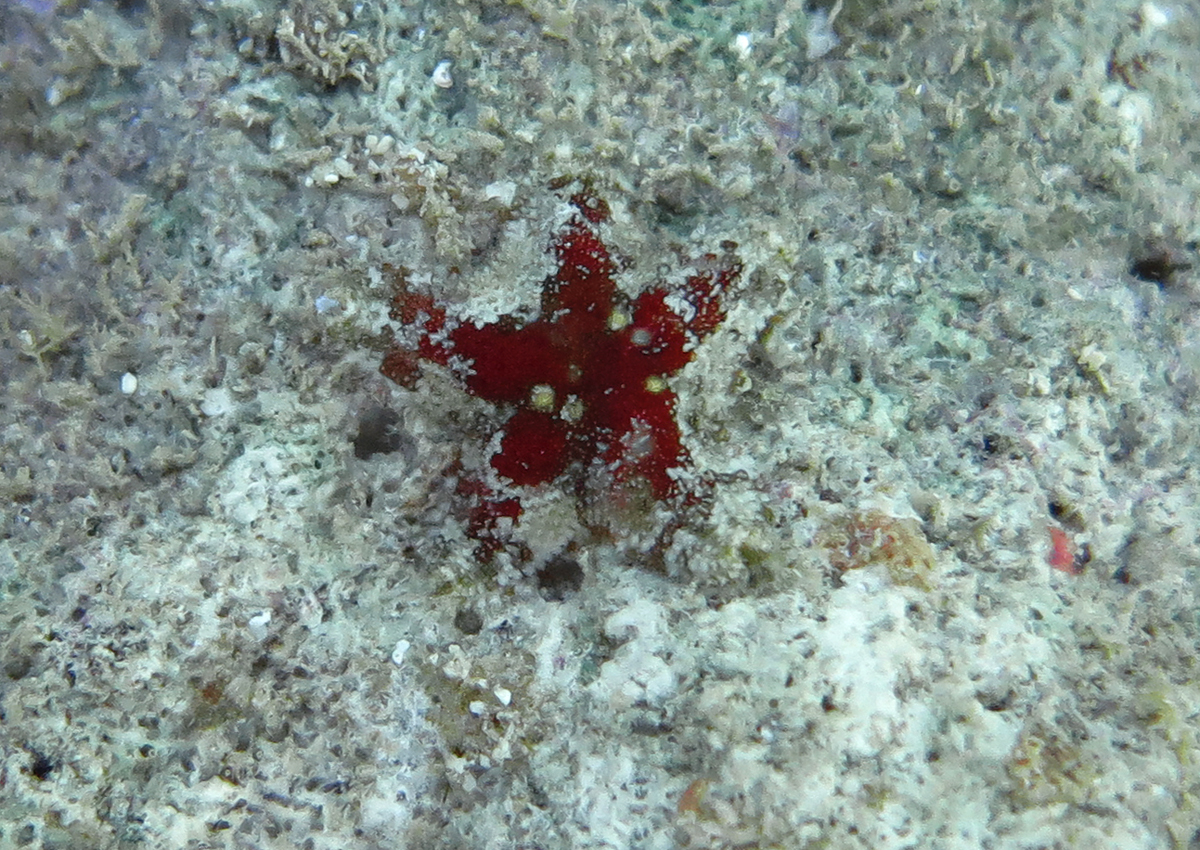
Aquilonastra conandae de La Réunion.
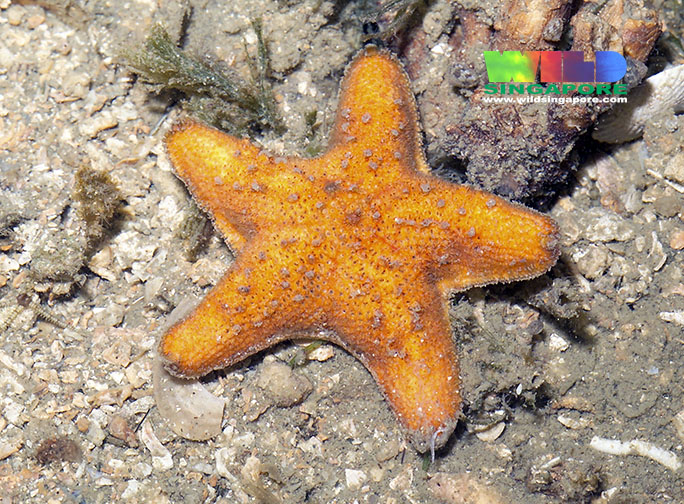
Aquilonastra coronata à Singapour.
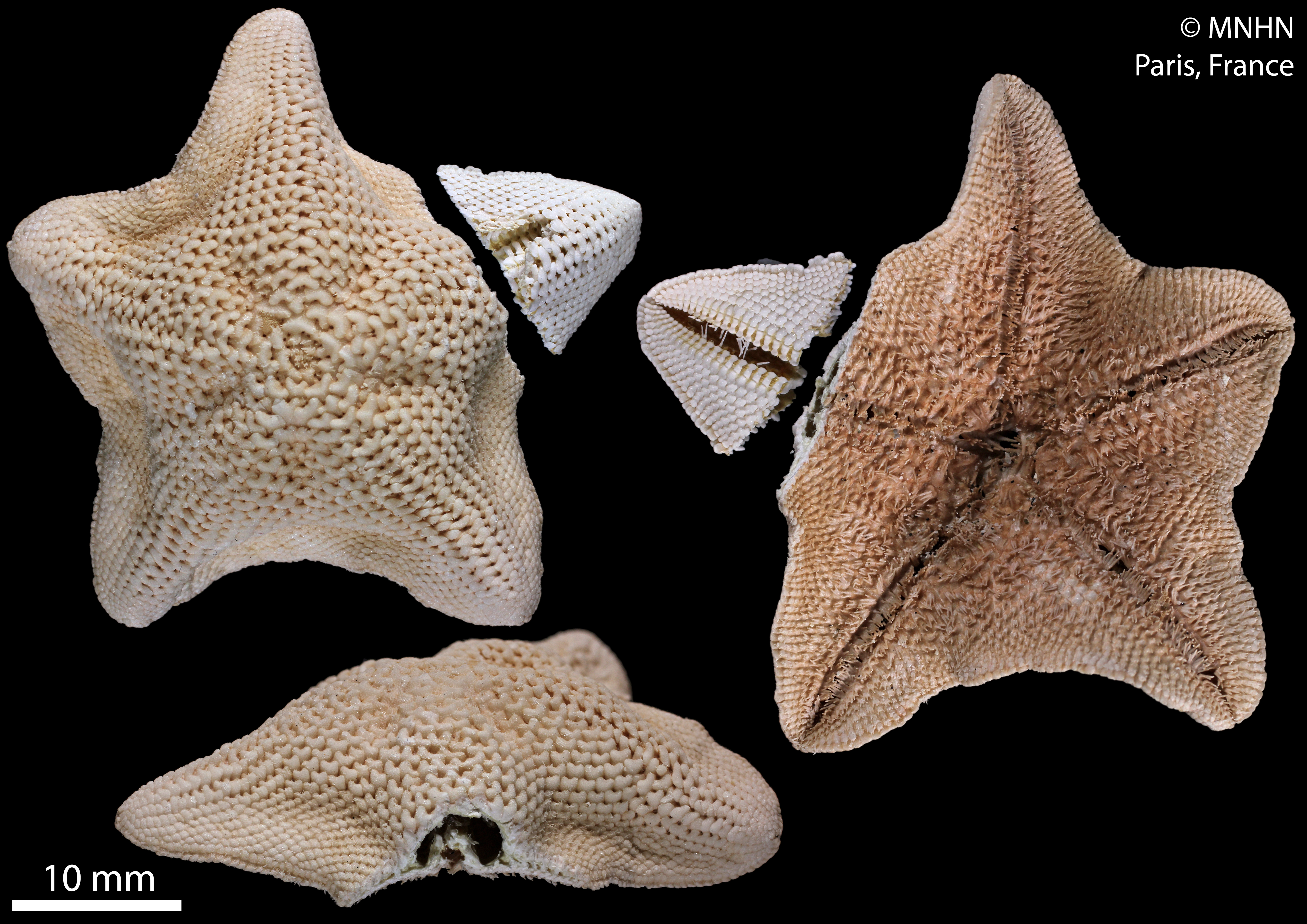
Aquilonastra donia du Vanuatu (MNHN).
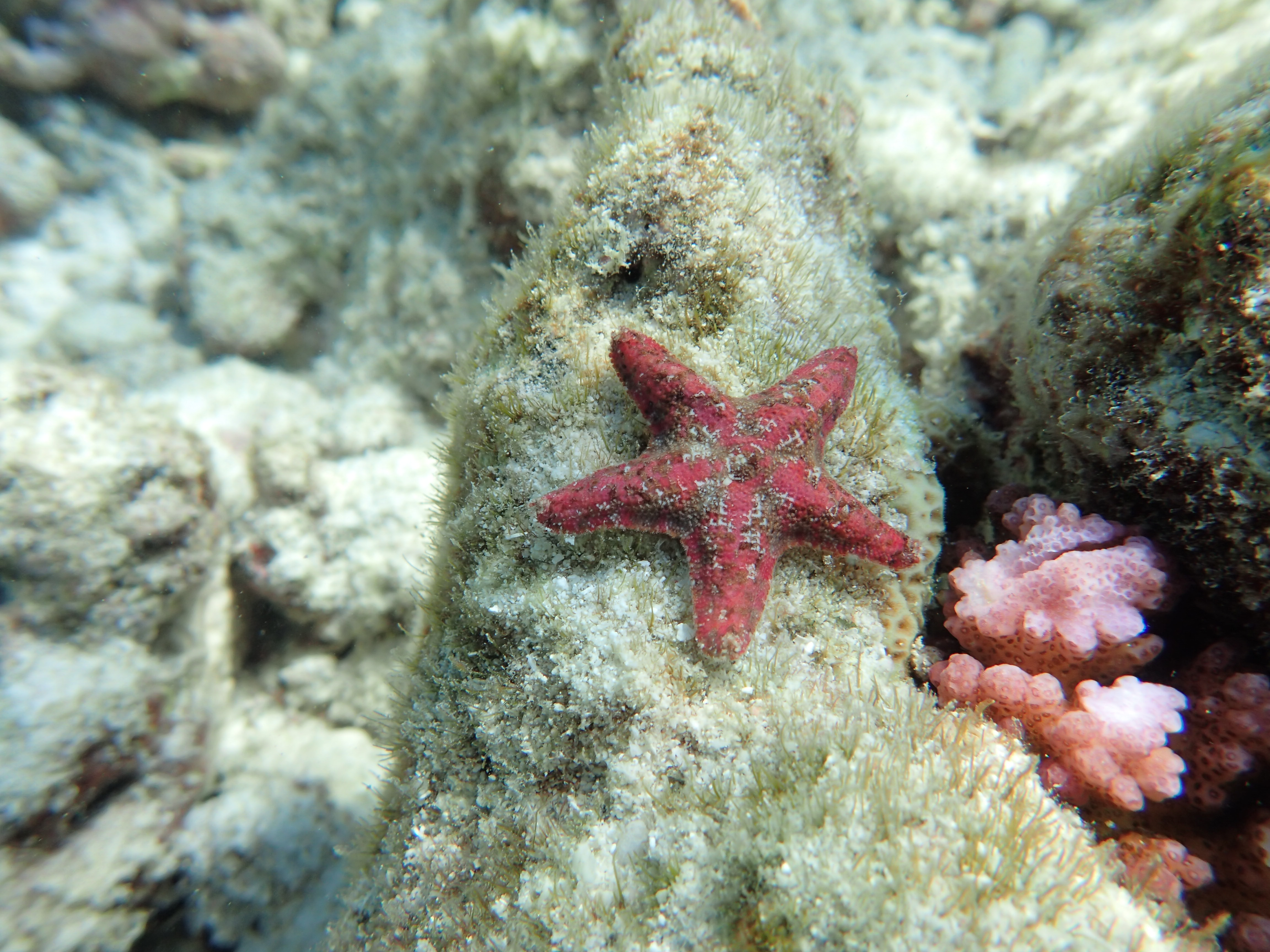
Aquilonastra cf. halseyae aux Maldives.
Aquilonastra iranica d'Iran.
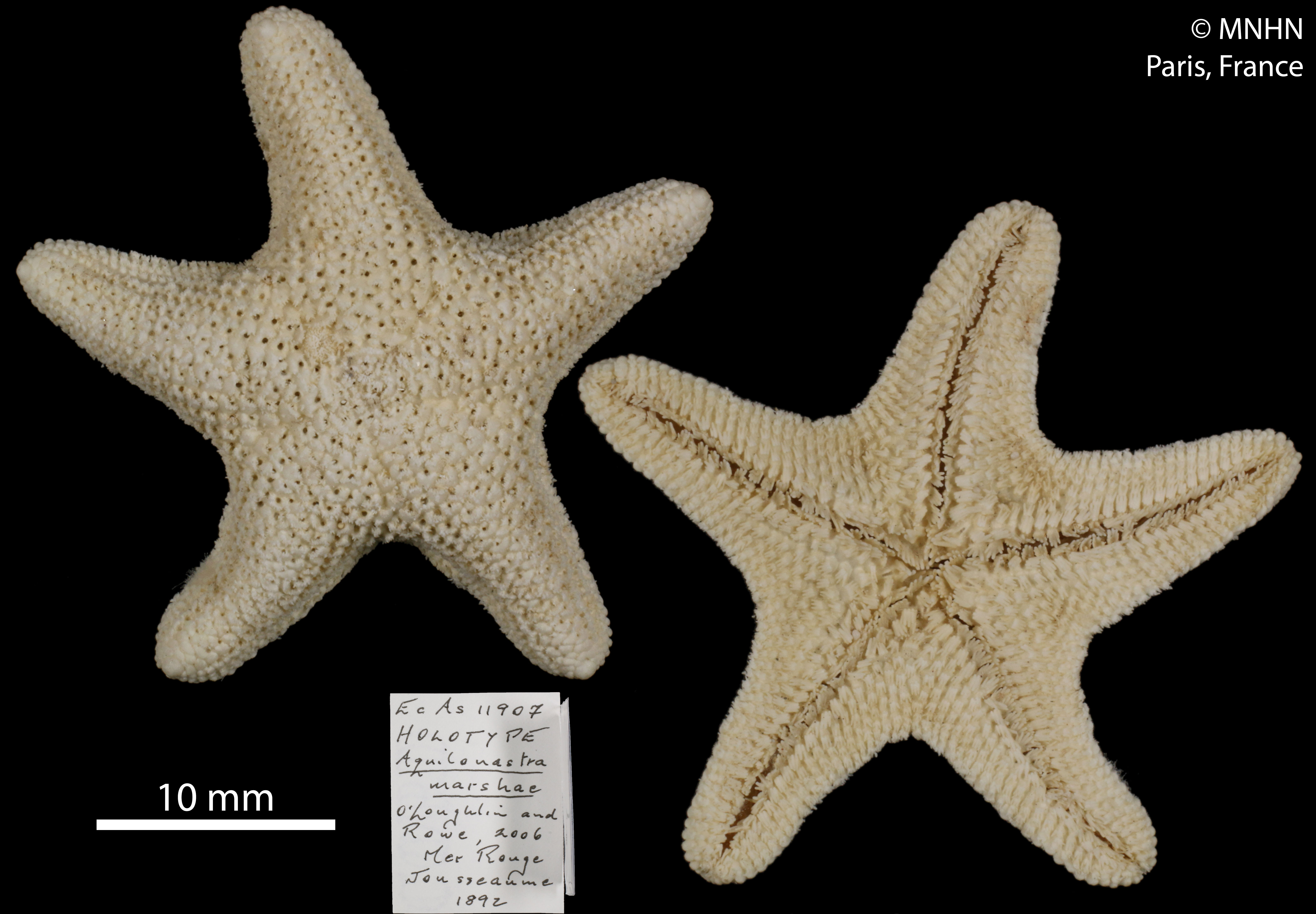
Aquilonastra marshae de la mer Rouge (MNHN).
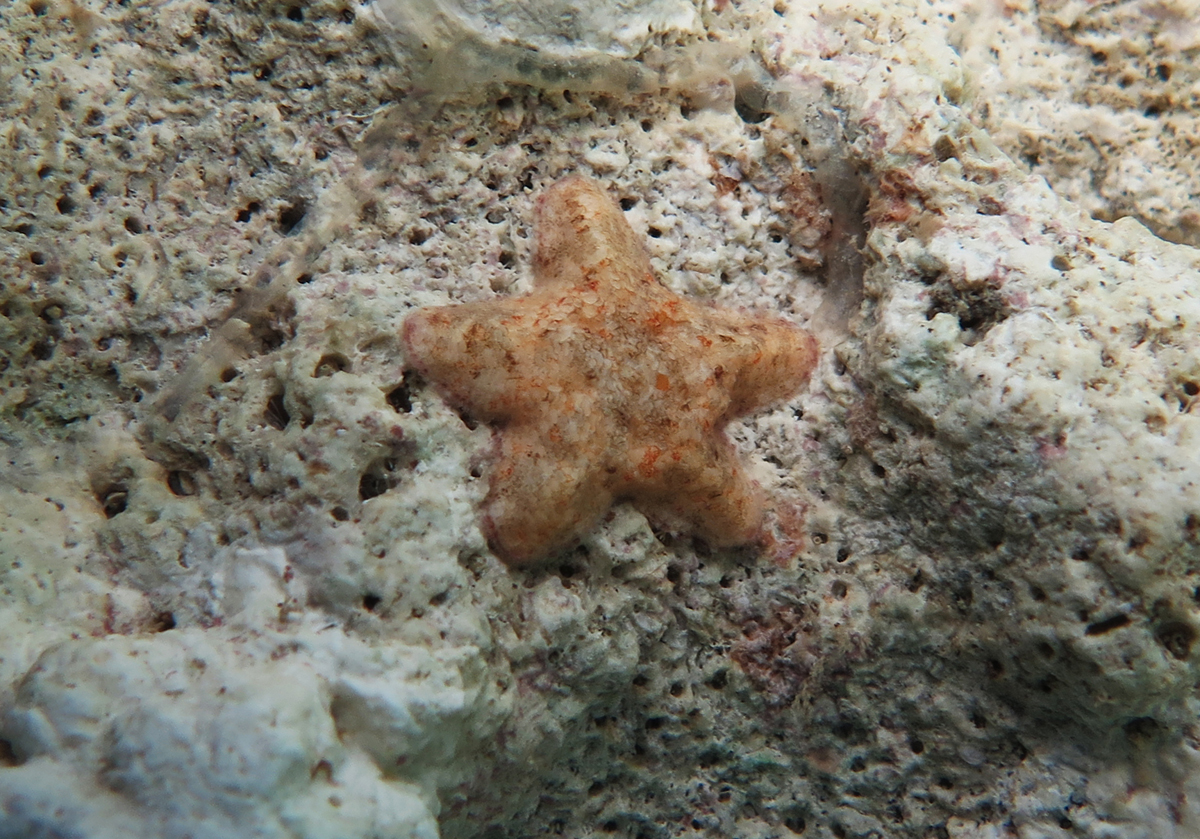
Aquilonastra cf. richmondi à La Réunion.
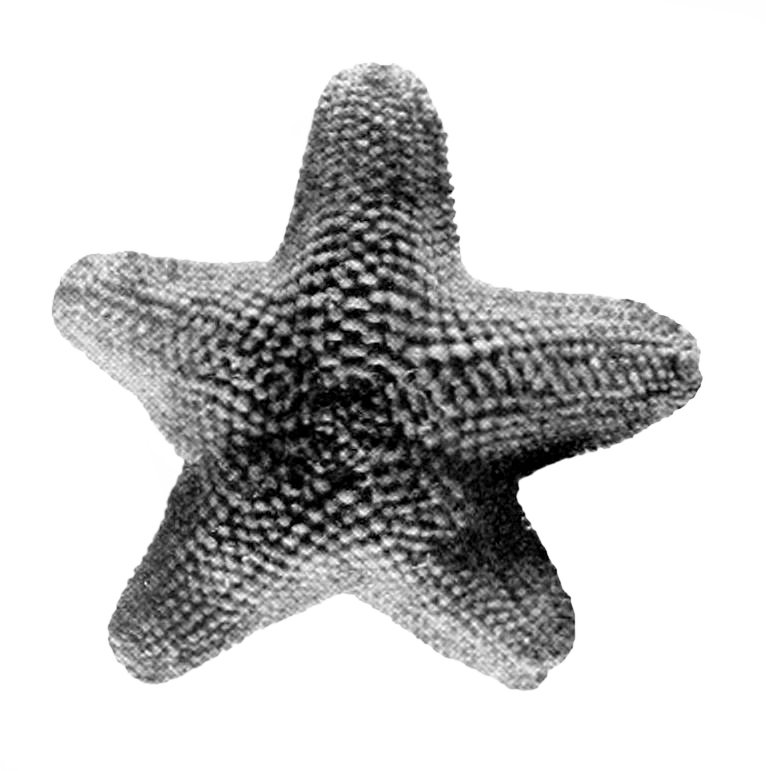
Aquilonastra rosea.
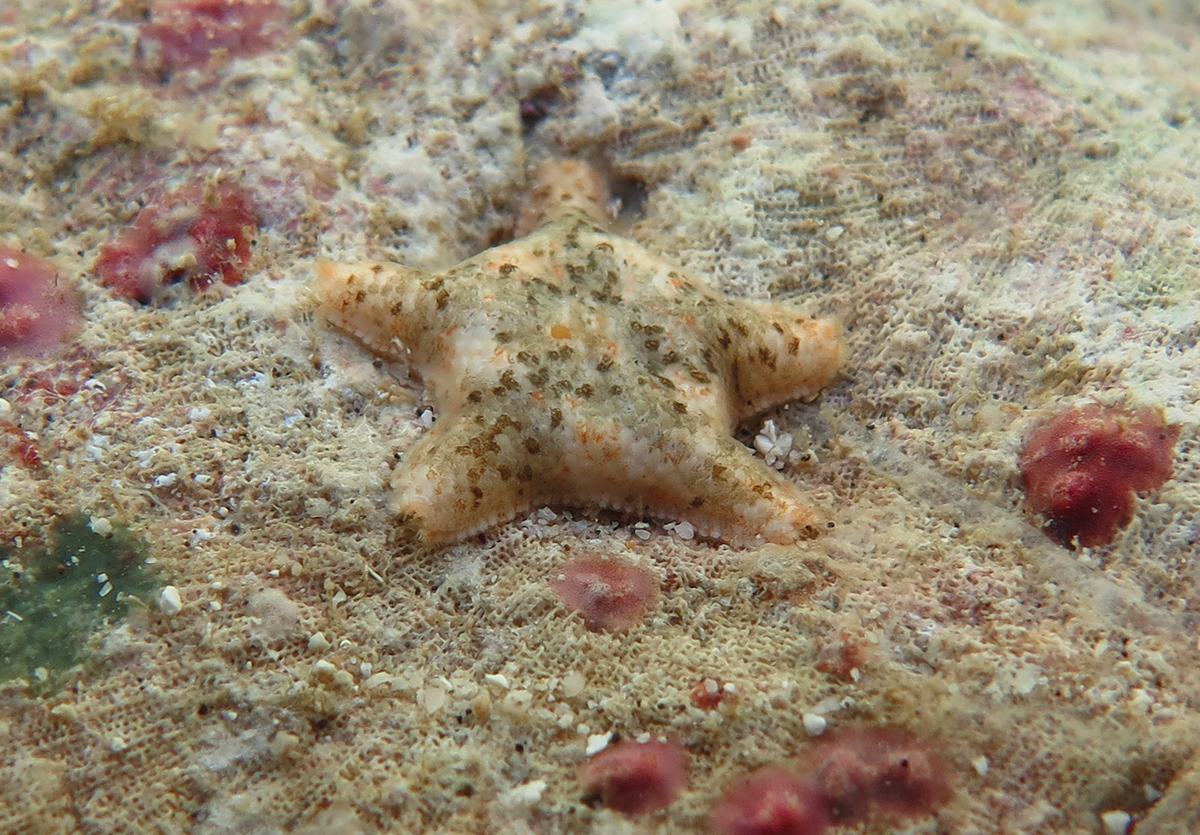
Aquilonastra cf. samyni à La Réunion.
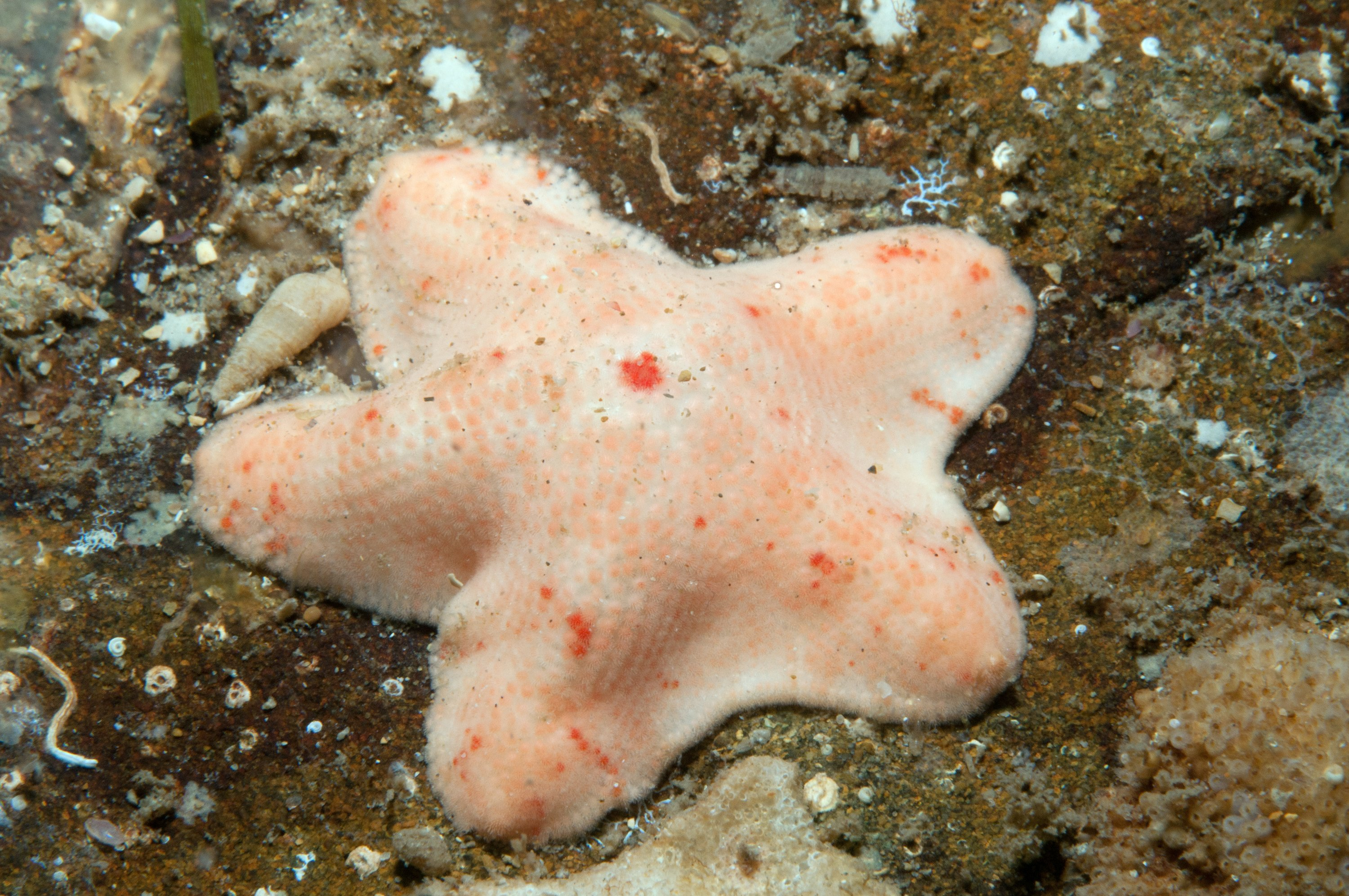
Aquilonastra scobinata en Australie (Victoria).